# Explained
Explained é uma série de televisão norte-americana do gênero documentário original da Netflix, lançada em 23 de maio de 2018. Produzida pela Vox Media, um episódio é lançado semanalmente. Explained segue o mesmo formato da websérie da Vox no YouTube.
Os episódios da série têm cerca de 16 minutos, focando em temáticas distintas. Cada episódio é narrado por um convidado diferente. A Netflix requisitou 20 episódios para a primeira temporada, e deu permissão para ser continuada.

## Episódios
| Número | Título                     | Narrador         | Estreia                |
| ------ | -------------------------- | ---------------- | ---------------------- |
| 1      | "The Racial Wealth Gap"    | Samira Wiley     | 23 de maio de 2018     |
| 2      | "Designer DNA"             | Joss Fong        | 23 de maio de 2018     |
| 3      | "Monogamy"                 | Maria Bello      | 23 de maio de 2018     |
| 4      | "K-Pop"                    | Estelle Caswell  | 30 de maio de 2018     |
| 5      | "Cryptocurrency"           | Christian Slater | 6 de junho de 2018     |
| 6      | "Why Diets Fail"           | Maria Bello      | 13 de junho de 2018    |
| 7      | "The Stock Market"         | Estelle Caswell  | 20 de junho de 2018    |
| 8      | "eSports"                  | Estelle Caswell  | 27 de junho de 2018    |
| 9      | "Extraterrestrial Life"    | LeVar Burton     | 4 de julho de 2018     |
| 10     | "!"                        | Nick Kroll       | 11 de julho de 2018    |
| 11     | "Cricket"                  | Aasif Mandvi     | 18 de julho de 2018    |
| 12     | "Weed"                     | Kevin Smith      | 18 de julho de 2018    |
| 13     | "Tattoo"                   | Coleman Lowndes  | 1 de agosto de 2018    |
| 14     | "Astrology"                | Yara Shahidi     | 8 de agosto de 2018    |
| 15     | "Can We Live Forever?"     | Kristen Bell     | 15 de agosto de 2018   |
| 16     | "The Female Orgasm"        | Rachel Bloom     | 22 de agosto de 2018   |
| 17     | "Political Correctness"    | Jerry Springer   | 29 de agosto de 2018   |
| 18     | "Why Women Are Paid Less"  | Rachel McAdams   | 5 de setembro de 2018  |
| 19     | "The World's Water Crisis" | Kyle MacLachlan  | 12 de setembro de 2018 |
| 20     | "Music"                    | Carly Rae Jepsen | 19 de setembro de 2018 |

## Recepção da crítica
Explained recebeu aclamação da crítica especializada e do público. Steve Greene, do site IndieWire, escreveu: "Explained, uma das mais recentes aquisições entre a Netflix e a Vox, tem uma perspectiva de narraçã semanal com pouco mais de vinte minutos de duração que é, ao mesmo tempo, empolgante e difícil. [...] Na maioria dos casos, os episódios não são apenas um entendimento de um conhecimento específico, mas uma análise de como esses tópicos são canalizados para um cenário de notícias em constante evolução. [...] A série tem um conteúdo elegante e bem produzido, sendo envovende em um nível sensorial que não precisa se ater a recursos visuais." Karon Spearman, do The Daily Dot, escreveu: "[Explained] faz um om uso da expertise, da linearização narrativa e de recursos de fácil entendimento."